# Theo-Ben Gurirab

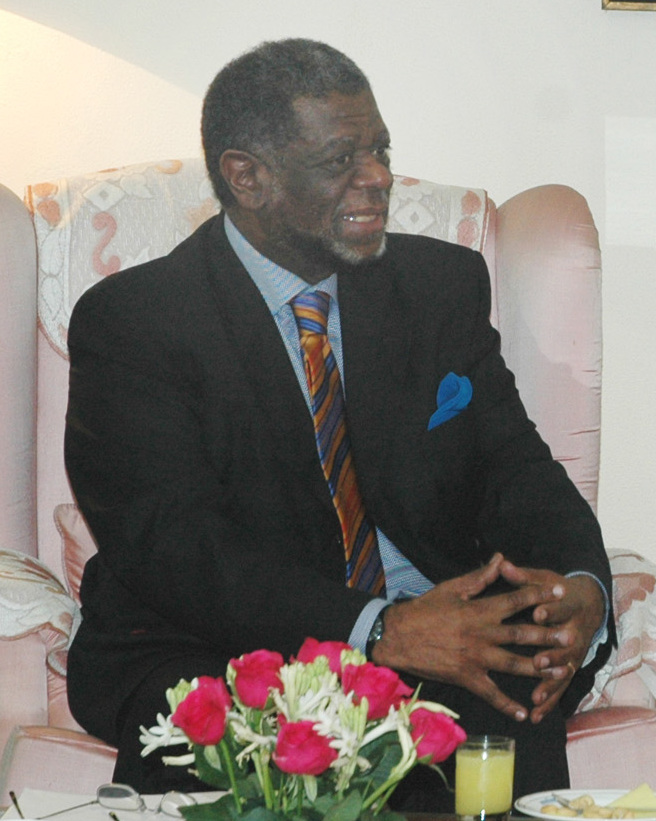
Theo-Ben Gurirab, 2006

Theo-Ben Gurirab (* 23. Januar 1938 in Usakos, Südwestafrika; † 14. Juli 2018 in Windhoek) war ein namibischer Politiker.

## Leben
Theo-Ben Gurirab erwarb 1960 ein Schullehrer-Diplom am Augustineum in Okahandja. 1962 verließ er Namibia und ging nach Tansania ins politische Exil. Nach Erhalt eines Stipendiums von den Vereinten Nationen 1963 erwarb er 1971 ein Diplom und promovierte in Internationaler Politikwissenschaft an der University of Pennsylvania in Philadelphia, USA. 1972 bis 1986 war er Chef der SWAPO-Vertretung bei den Vereinten Nationen. Von März 1990 bis zu seiner Ernennung zum Premierminister am 28. August 2002 war er der Erste Außenminister Namibias. Das Amt des Premierministers bekleidete er bis zum 20. März 2005. Als Außenminister war er 1999 und 2000 auch Präsident der Generalversammlung der Vereinten Nationen. Vom 20. März 2005 bis 19. März 2015 war er Parlamentspräsident.
2008 wurde Gurirab für drei Jahre zum Präsidenten der Interparlamentarischen Union gewählt.
Gurirab war verheiratet und hatte zwei erwachsene Söhne.

## Ehrungen
2013 wurde ihm der japanische große Orden der Aufgehenden Sonne am Band verliehen. Er wurde am 16. Juli 2018 in den Heldenstatus erhoben und am 21. Juli 2019 wurde eine Straße in Windhoek nach ihm benannt.